# ヴィルヘルミーナ・クラフト
ヴィルヘルミーナ・クラフト（Maria Wilhelmina Krafft、結婚後の名前はヴィルヘルミーナ・ノレウス(Wilhelmina Noréus)、1778年 - 1828年）は、スウェーデンの画家である。肖像画家のペール・クラフトの娘で、ミニアチュールの肖像画などを描いた。

## 略歴
ストックホルムで生まれた。父親のペール・クラフト（1724-1793）は、フランスのパリで修行して、スウェーデンに戻り、有力者の肖像画を描いて人気のあり、スウェーデン王立美術院の教授になった肖像画家である。父親と同名の兄（Per Krafft den yngre: 1777-1863）も画家になった。父親は子供を描いた絵画も得意で、兄とヴィルヘルミーナは父親の絵のモデルを務めた。
1890年代に、父親の名声もあって、まだ女性の学生の入学の認められていなかったスウェーデン王立美術院でヴィルヘルミーナは兄とともに学び 、フィンランド生まれのミニアチュール画家のローレンツ・スヴェンソン・スパルゲン（Lorentz Svensson Sparrgren: 1763-1828）からも特別な指導を受けた。1797年に兄とともに美術院の展覧会に初出展し、才能が認められ、メダルを受賞した。クラフトはスウェーデンの大きな展覧会で賞を得た最初の女性画家だとされる。1798年の展覧会にも出展した。
1905年にエステルイェータランドで働く医学者のオロフ・ノレウス（Olof Noréus: 1770-1846）と結婚した。娘のパメラ・ノレウス（Pamela Noréus: 1817-1892）も画家になった。
1826年にエステルイェータランド県のノーショーピングで亡くなった。ヴィルヘルミーナ・クラフトの作品は1898年にストックホルムで開かれたスウェーデンの芸術家の回顧展や1915年に開かれたミニアチュールの展覧会で展示された。

## ギャラリー

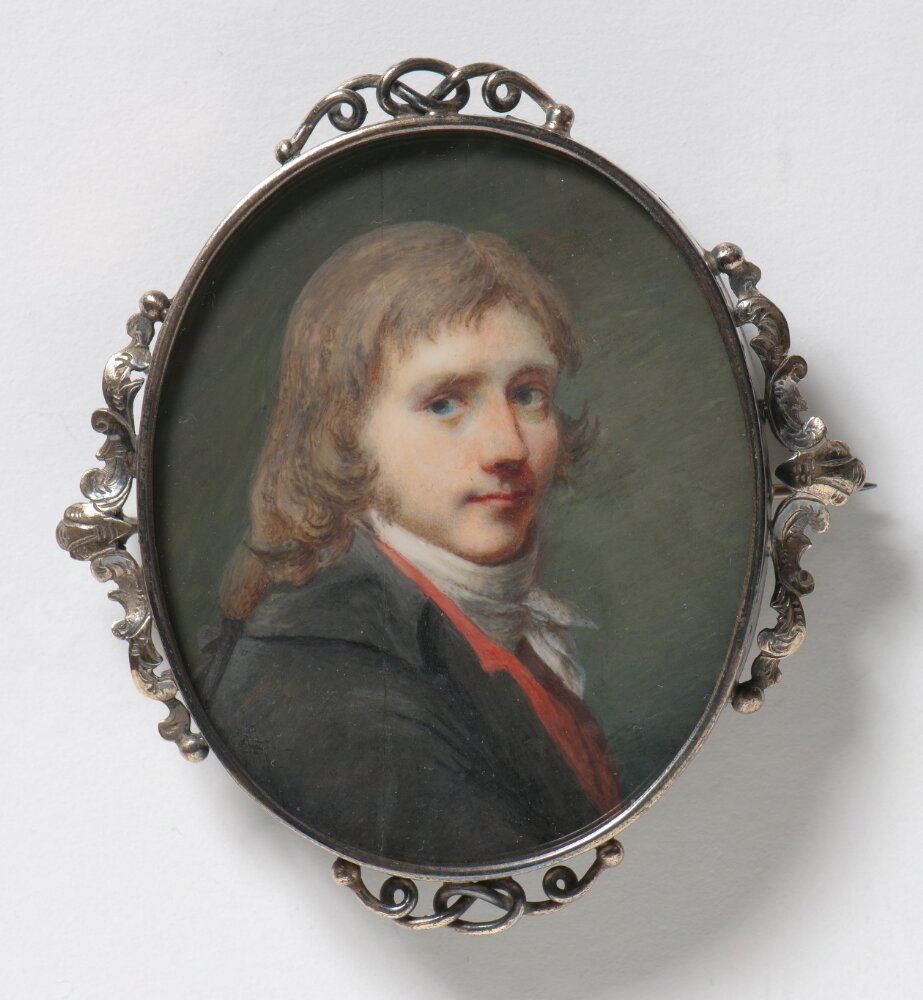
ヴィルヘルミーナ・クラフト作の兄の肖像画 スウェーデン国立美術館
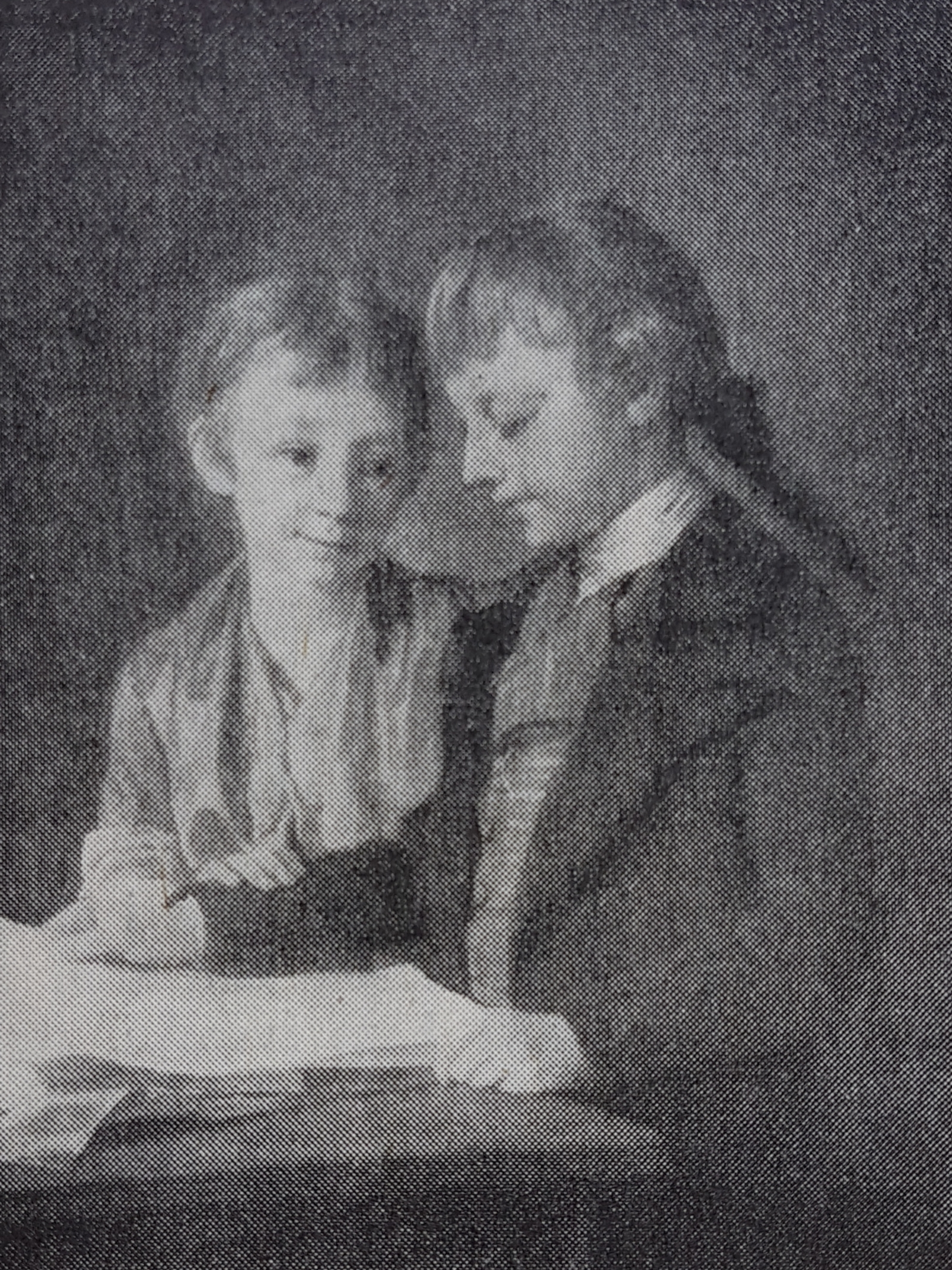
父親が描いたクラフト兄妹
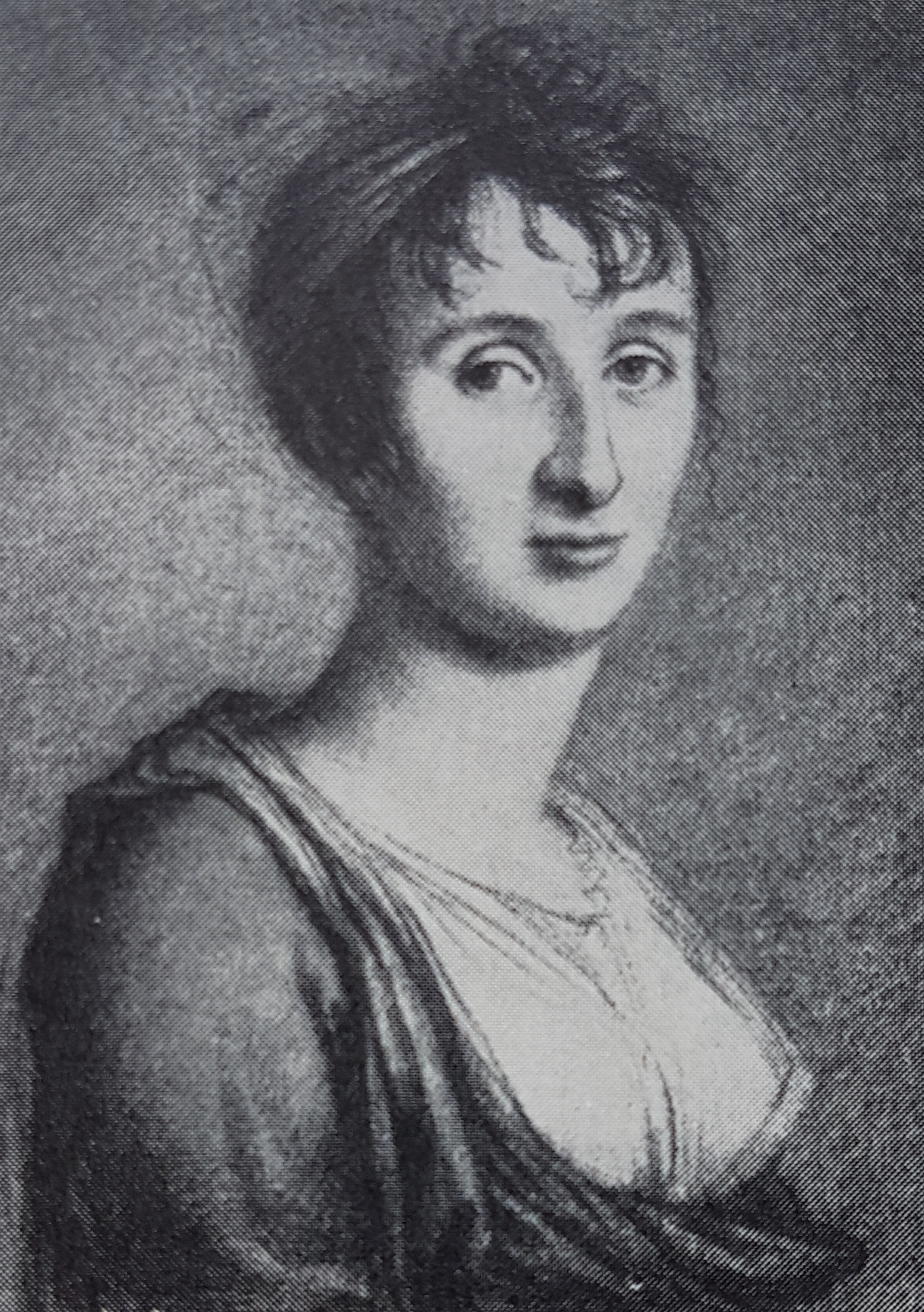
兄の描いた肖像画